# 밴디

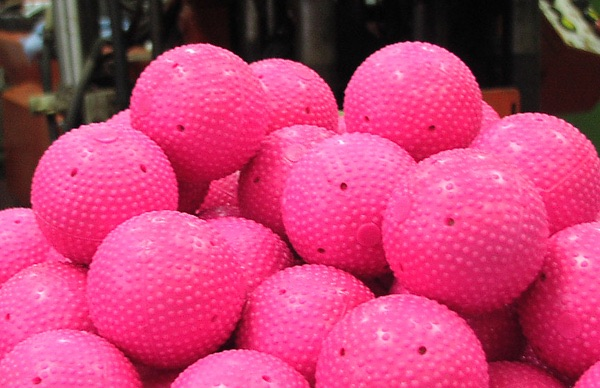
공

밴디(영어: bandy), 또는 비공식적으로 러시아 하키는 얼음판 위에서 치러지는 동계 스포츠의 하나이다. 스케이트를 타며 막대기를 이용해 상대팀의 골대로 공을 집어 넣는 경기이다.
이 스포츠의 규칙은 축구와 많은 유사점이 있다. 축구 경기장과 크기가 같은 직사각형의 경기장에서 경기를 치르고, 각 팀은 11명 씩 한 팀을 이루어 경기를 한다. 일반적인 밴디 경기는 45분씩 전반전과 후반전으로 나누어 경기를 치른다. 오프사이드 규칙도 축구와 매우 유사하다.

## 경기

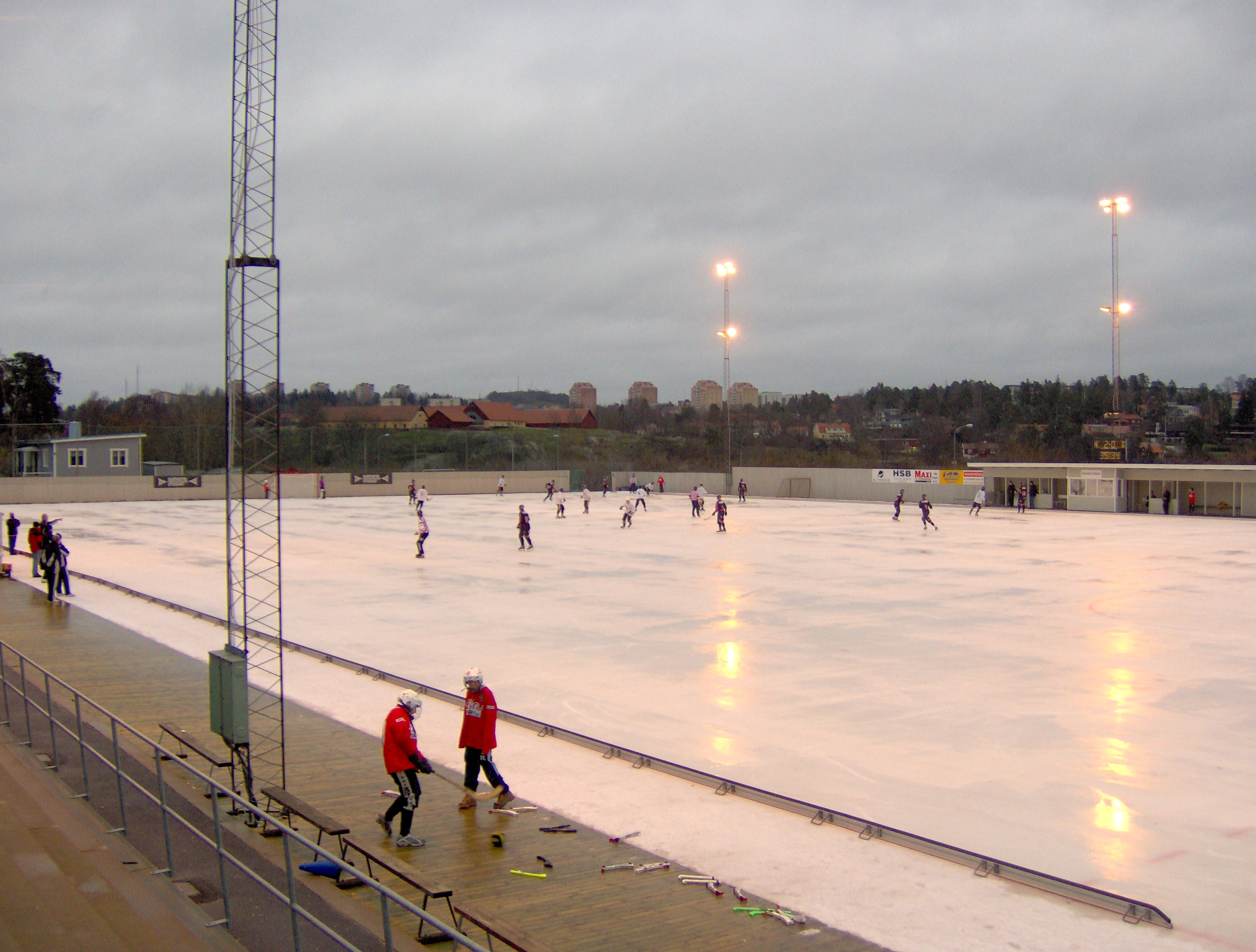
2006년에 치러진 AIK와 Helenelund의 경기

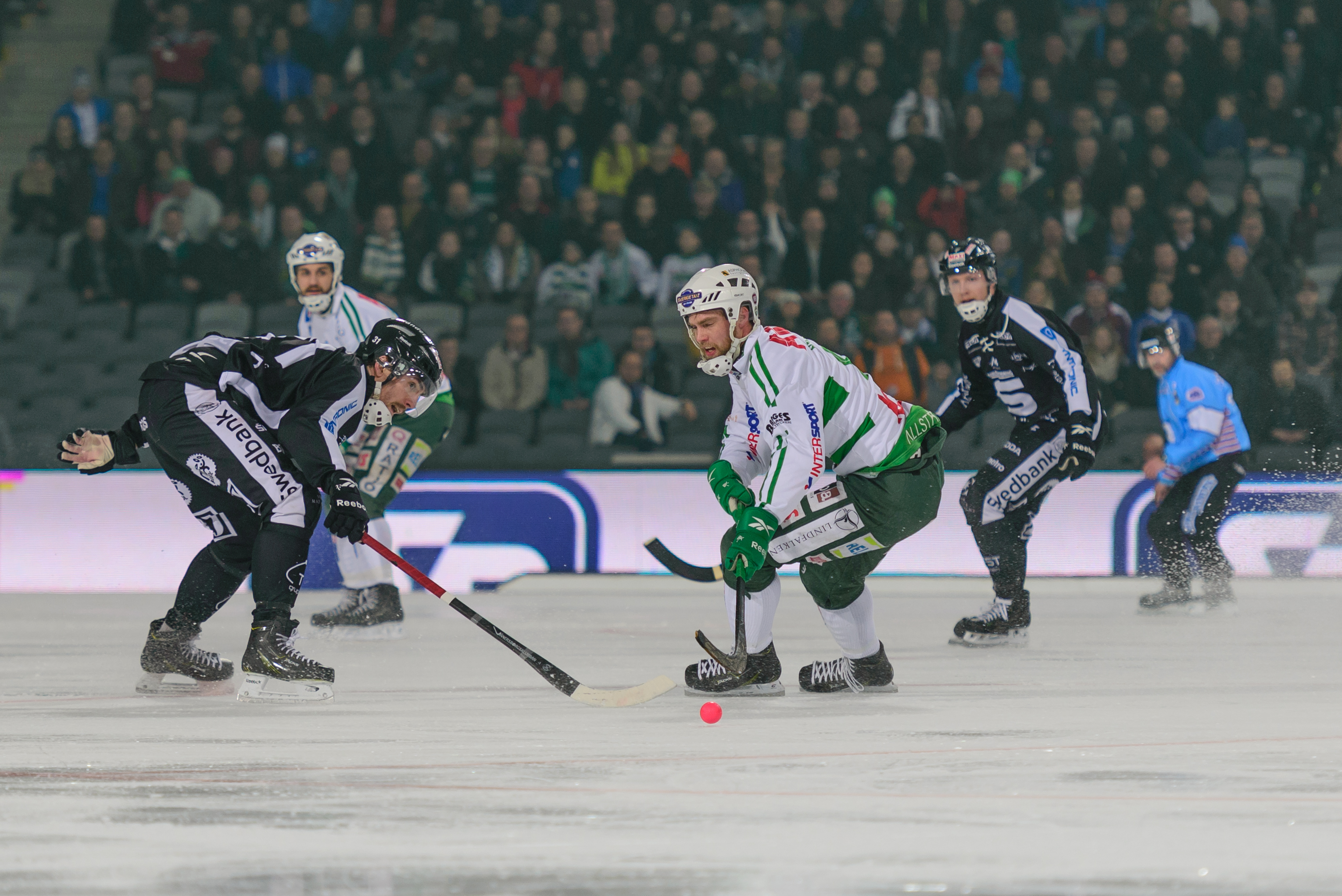
2015결승전 (스웨덴)

밴디는 얼음판 위에서 한 개의 둥근 공을 가지고 경기를 한다. 2팀의 11명의 선수들은 막대기를 이용해 상대 팀의 골대 사이로 공을 넣어 득점을 해서 경기의 승자와 패자를 나눈다. 축구와 유사하게, 공을 손으로 닿게 해서는 득점 시킬 수 없다. 그리고 축구와 다른 점은, '코너 스트로크'에서 직접 차서 득점 시킬 수는 없다. 한 가지 더 있다면, 모든 "자유 스트로크"는 직접적으로 찰 수 있고, 찼을 때 다른 선수의 몸에 맞지 않고 골대에 들어가면 득점으로 인정된다. 경기가 종료되었을 때 더 많은 득점을 한 팀이 이긴다. 경기에 따라 예외가 있지만, 경기가 끝났을 때 양 팀이 같은 득점을 기록하고 있다면, 무승부로 경기가 종료된다.
초기의 규칙은 선수들은 경기 중 고의적으로 머리, 손, 팔로 공을 만질 수 없었다. 그리고 선수들이 공을 움직이기 위해 막대기를 보통 사용하지만, 예의가 없는 것이기는 하지만 선수들은 앞에서 언급한 부위보다 몸과 스케이트를 사용할 수는 있다. 머리를 사용한다면, "5분 페널티"를 받을 수 있다.
경기 도중, 선수들은 드리블을 이용하거나 팀 동료에게 패스틀 이용해 상대팀의 골대 쪽으로 공을 몰고 갈 수 있다. 그리고 상대팀의 골키퍼가 지키고 있는 골대를 향해 강하게 찰 수도 있다. 상대 선수들은 패스를 차단하거나 공을 가지고 있는 선수에게 태클을 함으로써 공을 빼앗으려 할 것이다. 하지만, 선수들 간의 심한 육체적 접촉은 금지되어 있다. 밴디는 본래 자유로운 게임이다. 예를 들어, 경기는 공이 경기장 밖으로 나가거나, 심판에 의해 경기가 정지되는 것에서 볼 수 있다. 경기가 중단된 후에, 경기는 '페널티 샷'이나, '코너 스트로크'같은 "자유 스트로크"를 통해 재개된다. 공이 경기장의 양 측면 밖으로 나갔을 때, 축구의 스로 인과 같이, 심판은 어느 팀이 공을 마지막으로 건드렸는지 판단해 건드리지 않은 팀에게 공을 주고 나간 지점에서 차게 한다.
밴디의 규칙은 골키퍼를 제외한 다른 선수들의 포지션에 대해서는 별 다른 언급이 없지만, 선수들이 각 포지션에서 뛰어야 할 선수의 수는 정의가 되어 있다. 넓게 보면, 이 규칙은 3가지의 큰 분류를 포함한다. 공격수, 수비수, 미드필더가 주요 포지션인 선수들은 '아웃필더 선수'로 규칙에 언급되어 있다. 이 '아웃필더 선수'는 각 선수가 가장 많은 시간에 위치하는 각 사이드마다 구별된다. 그리고, 각 포지션의 선수들의 수는 팀 플레이의 스타일에 영향을 미치기 때문에 선수들은 아무 때나 상관 없이 포지션을 바꿀 수 있다. 또한, 선수들의 포지션에 대한 레이아웃은 '포메이션'이라고 한다.

## 국제 대회

### 세계 선수권 대회

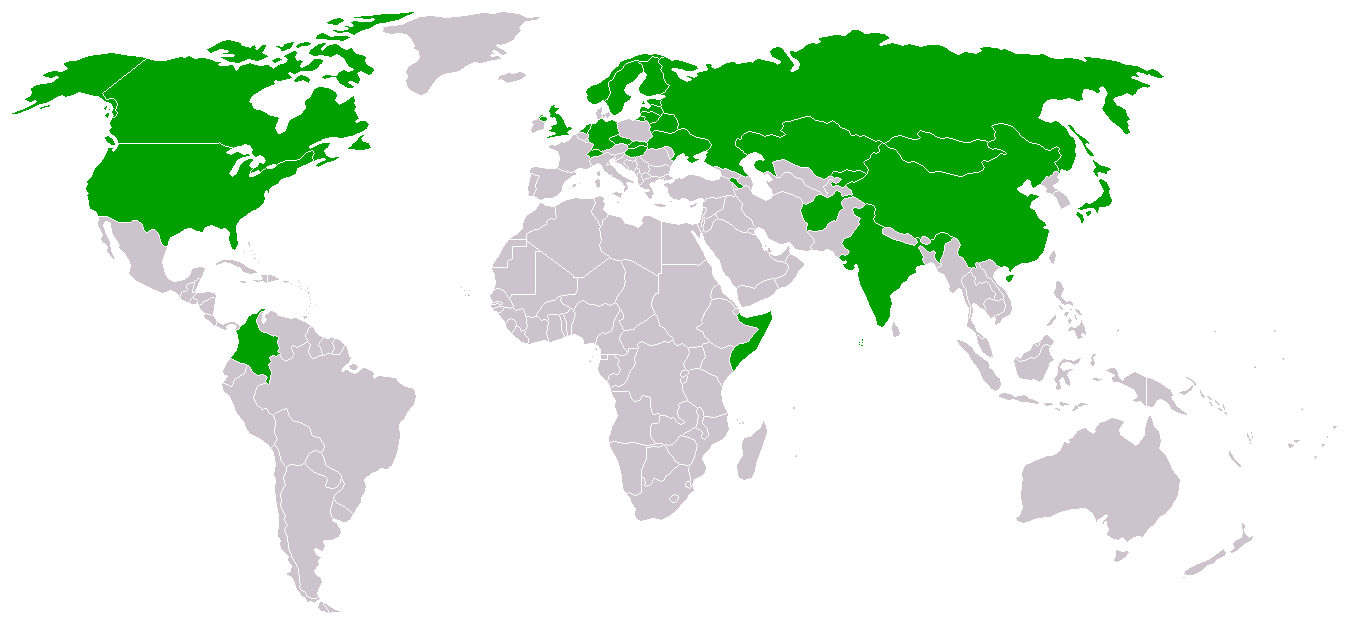
국제 밴디 협회 참가국

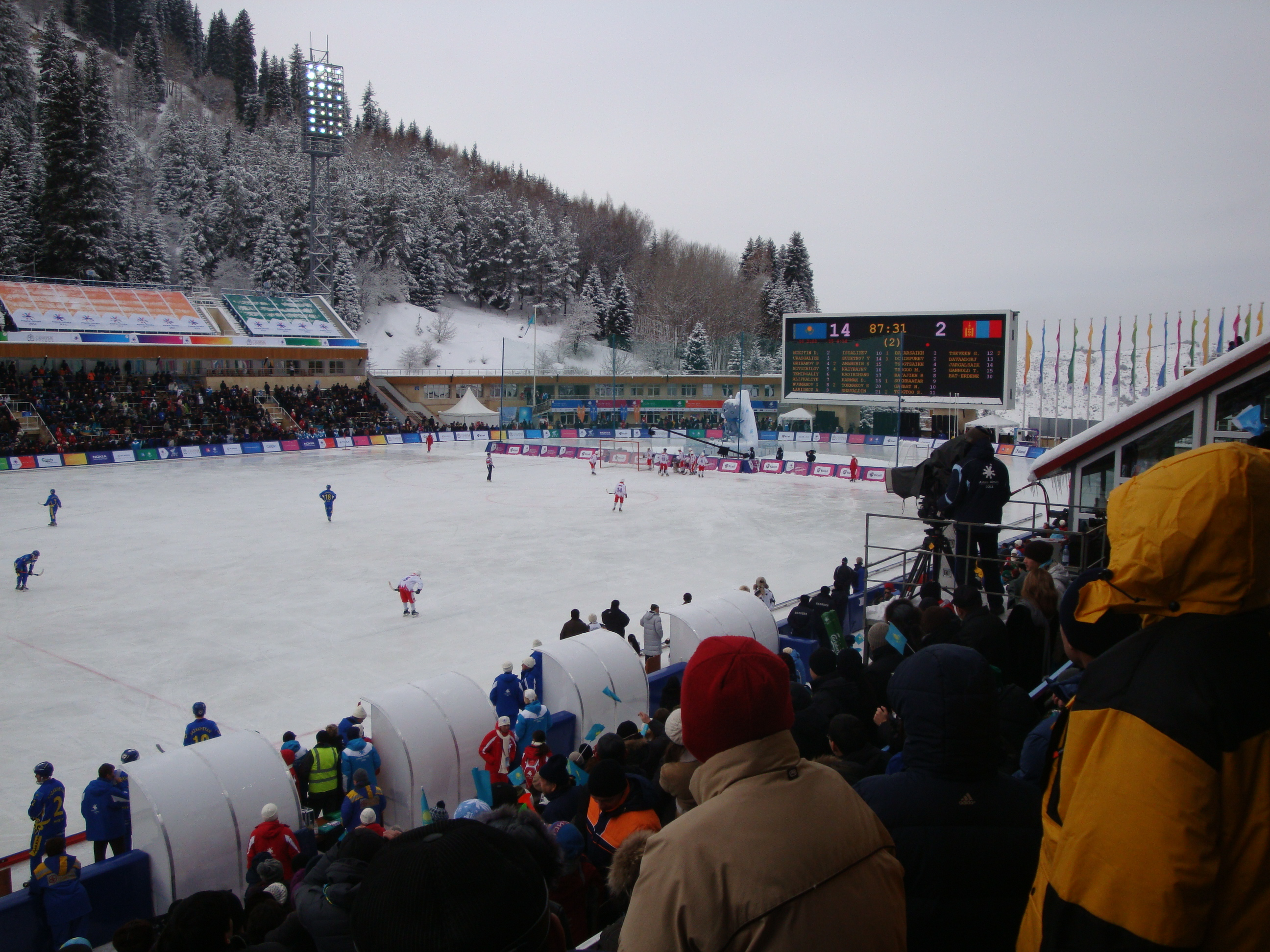
2011년 동계 아시안 게임 밴디

남자 선수들을 대상으로 하는 세계 밴디 선수권 대회는 1957년에 처음 개최되었고, 1961년부터는 2년마다 개최되었으며 2003년부터는 매년 개최되고 있다. 이 대회에서 우승한 국가는 핀란드, 소비에트 연방 및 러시아, 스웨덴 밖에 없다.
2004년 2월, 여성 선수들을 대상으로 하는 선수권 대회가 처음으로 핀란드에서 개최되었다. 그 당시 스웨덴이 우승하였고, 2년 뒤에 미국에서 열린 대회에서도 스웨덴이 다시 우승했다.

### 올림픽
밴디는 노르웨이의 오슬로에서 개최된 1952년 동계 올림픽에서 시범경기로 채택되었고, IOC가 이를 승인하였다. 해당 경기에서, 노르웨이, 스웨덴, 핀란드를 비롯해 3개의 국가가 참가하였다. 하지만, 이후 대회부터 정식 종목 및 시범 경기로 채택되지 못했다.

### 동계 아시안 게임
2011년 동계 아시안 게임에서, 아시아올림픽평의회는 '밴디' 종목이 포함된다고 발표하였다.

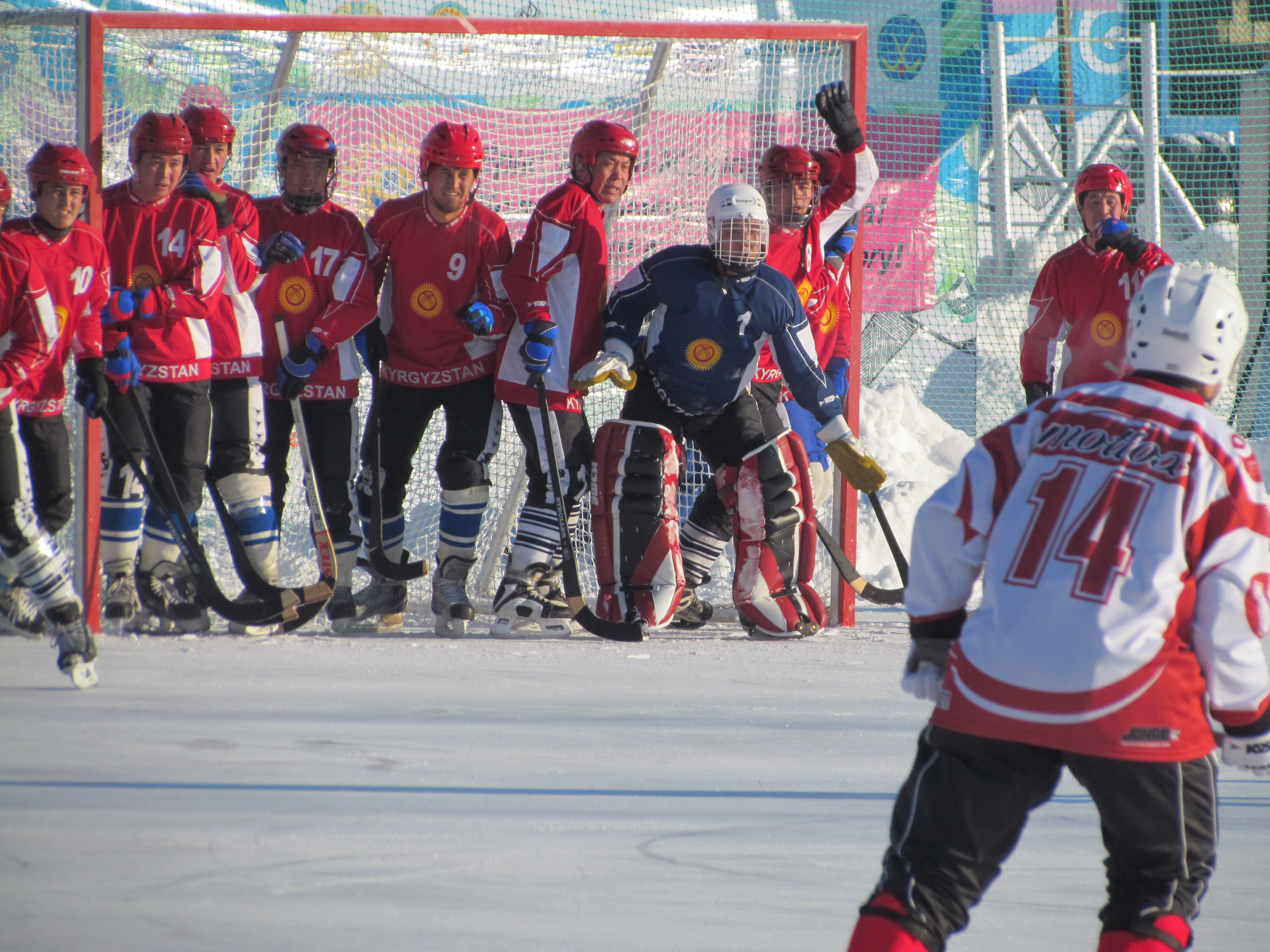
키르기스스탄-일본 2012 (알마티)

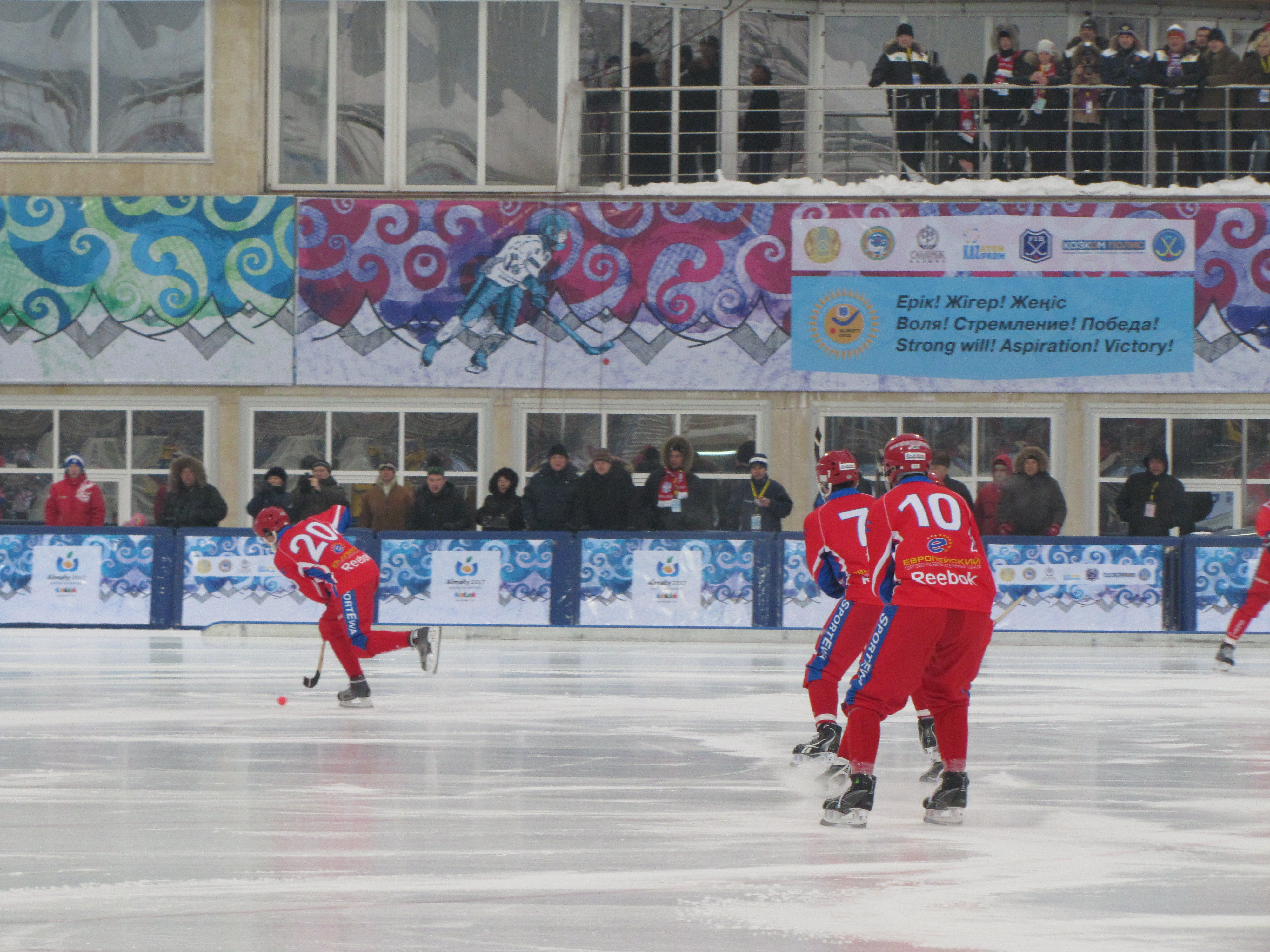
러시아 (알마티)

## 외부 링크

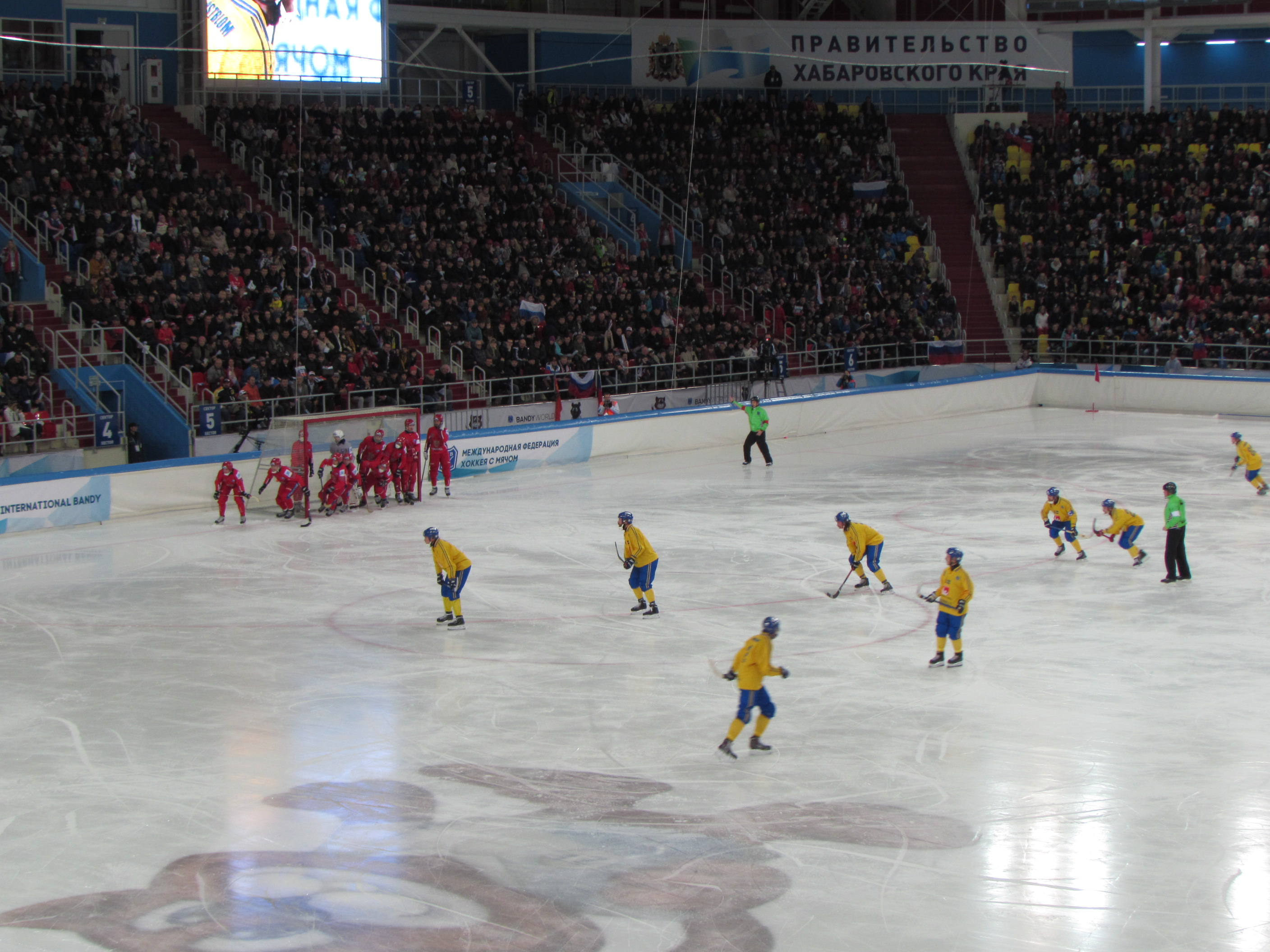
2015세계 선수권 대회 (하바롭스크)

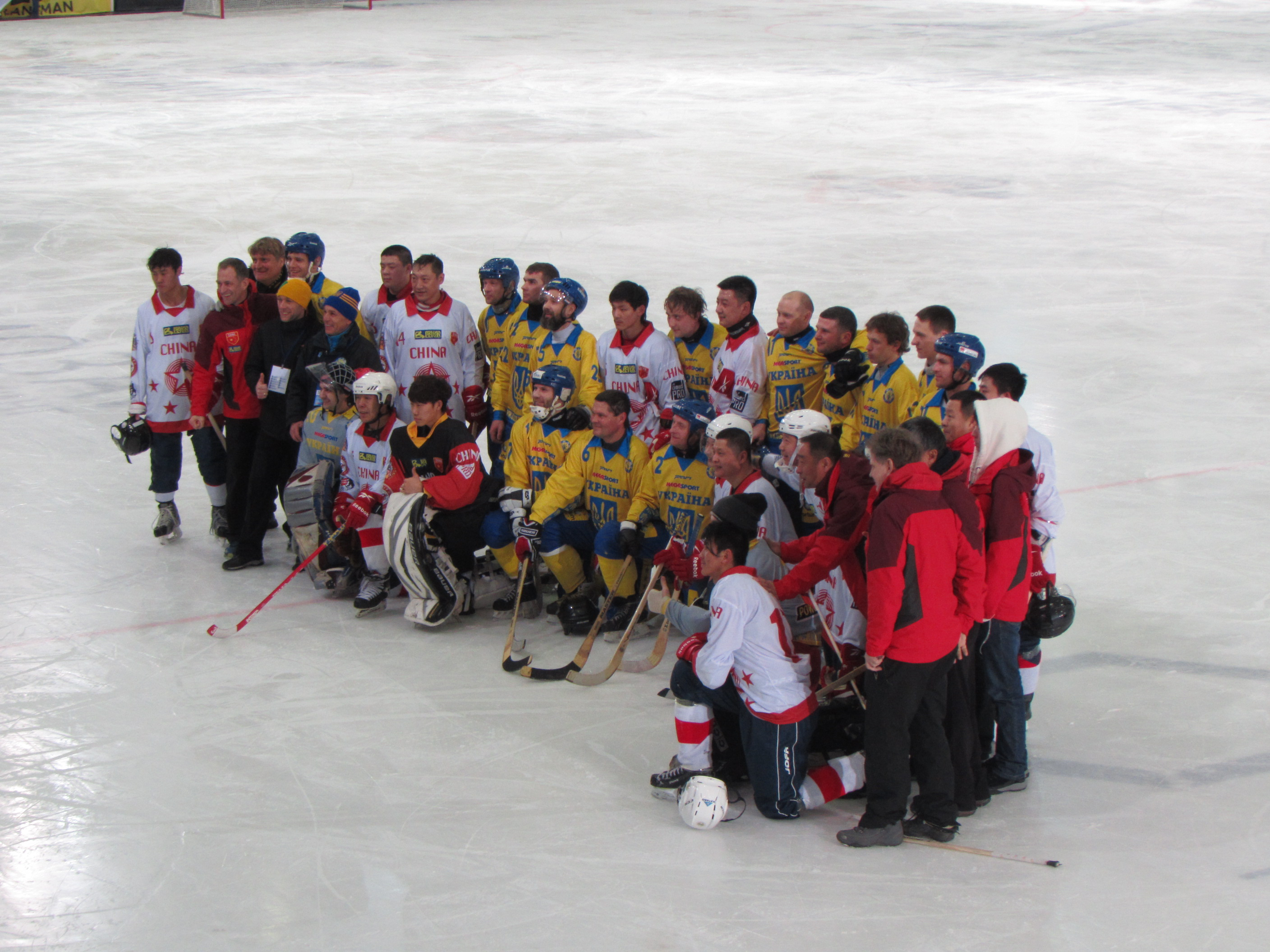
중국과 우크라이나2016 (울리야놉스크)

## 같이 보기
- 아이스하키